# أرتميوس
أرتميوس (اليونانية Πατριάρχης Αρτέμιος Παρδαλάκης) بطريرك الإسكندرية للروم الأرثوذكس من 1845 الي 1847.  وهو أيضا أسقف هيراب (1819 - 1827) و مطران كيوستينديل (1827 - 1858) للكنيسة الأرثوذكسية في القسطنطينية . [بحاجة لمصدر]

## سيرته
بعد وفاة البطريرك هيروثيوس الأول بطريرك الإسكندرية عام 1845، رُقي أرتميوس، بقرار من البطريرك مليتيوس الثالث بطريرك القسطنطينية والمجمع المقدس لكنيسة القسطنطينية إلى كرسي الإسكندرية، حيث أن تعيين بطاركة الإسكندرية لعدة قرون كان من قبل بطريرك القسطنطينية. لكن هذا القرار قبول برفض حاد من قبل القطيع الأرثوذكسي في مصر.[بحاجة لمصدر]
هذا الرفض كان بفضل محمد علي باشا ملك مصر (1805-1848)، نهضت مصر عسكريًا واقتصاديًا وثقافيًا بشكل كبير، وأصبحت مستقلة فعليًا عن الباب العالي بتركيا (الدولة العثمانية). وهذا هو سبب ترك العديد من اليونانيين الدولة العثمانية وذهبوا الي الإسكندرية واشتروا قطع أراضي وأنشأوا عليها مستشفيات وجمعيات خيرية ومدارس.
في عام 1843 تم تنظيمهم رسميًا وأنشأوا مجتمع يوناني في الإسكندرية. وضع الروم الأرثوذكس نظام واضح للحكم الذاتي، عن طريق انتخاب نواب للبطريرك. كان هناك أستياء لاختيار أرتميوس كبطريرك لان هذا خالف أرادة البطريرك الراحل هيروثيوس، الذي اختار الأرشمندريت هيروثيوس الثاني خلفًا له.
أدى تعيين البطريرك أرتميوس إلى صراع حاد بين القسطنطينية والروم الأرثوذكس في مصر، والتي حظيت بدعم نشط من حاكم البلاد، محمد علي باشا. رفض المسيحيون المصريون الاعتراف بأرتميوس بطريركهم وأرسلوا رسائل إلى رؤساء جميع الكنائس الأرثوذكسية توضح موقفهم. بقي أرتميوس في القسطنطينية، ولم يخاطر بالذهاب إلى مصر.
خلال زيارة إلى القسطنطينية في يوليو 1846 ، نقل محمد علي إلى مليتيوس الثالث بطريرك القسطنطينية أنه لن يوافق تحت أي ظرف من الظروف على مرشح آخر غير هيروثيوس الثاني. استسلم بطريرك القسطنطينية لذلك، وفي 30 يناير 1847 ، أعلن البطريرك أرتميوس رسميًا تنازله عن الكرسي، ليصبح بطريرك الإسكندرية كما أراد المصريون هو هيروثيوس الثاني.
بعد ذلك بوقت قصير، تم تعيين أرتميوس مطرانا لكيوستينديل وظل في هذا المنصب حتى وفاته. توفي في 6 نوفمبر 1858 في القسطنطينية.